# Hobrede
Hobrede est un village de la commune néerlandaise d'Edam-Volendam, situé dans la province de Hollande-Septentrionale.

## Géographie
Le village est situé dans l'ouest de la commune, à 3 km au sud d'Oosthuizen.

## Histoire
Hobrede fait partie de la commune d'Oosthuizen avant 1970, date à laquelle celle-ci est intégrée dans la commune de Zeevang, qui fusionne le 1er janvier 2016 avec Edam-Volendam.

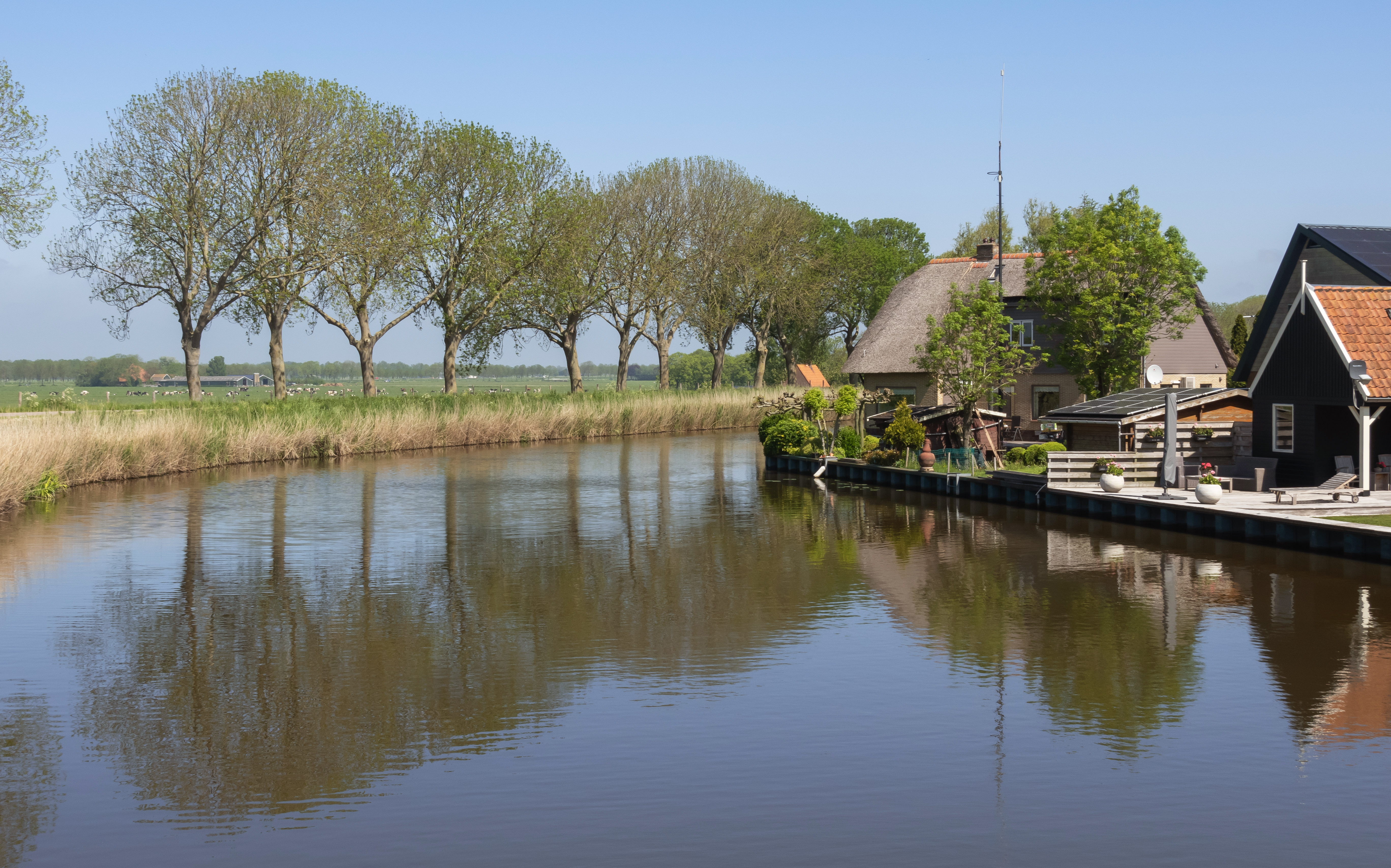
Vue sur l'Oostdijk à Hobrede

## Démographie
En 2018, la population du village était de 165 habitants.